# Температурна инверсия
Вижте пояснителната страница за други значения на инверсия.
Температурна инверсия в метеорологията е явление, при което се наблюдава повишаване на температурата на въздуха с повишаване на надморската височина, вместо нормалното понижаване на температурата във височина. Инверсията на температурите се наблюдава, когато на известна височина, например на 2000 m, си появи „език“ топъл въздух. Това явление се нарича още фронтална инверсия и се дължи на адвекцията на топъл въздух във височина. При други случаи, главна през зимата, в котловините вследствие на радиационно изстиване се натрупва студен въздух, а във височина температурата остава по-висока. Това са т.нар. радиационни инверсии. Такива инверсии се наблюдават най-често в Софийско, Ихтиманско, Трънско, Самоковско, Пернишко, Кюстендилско и други котловинни полета. Много пъти през зимата в София е наблюдавана по-ниска температура, отколкото по оградните възвишения и дори на Черни връх.

## Въздействие на замърсяването на въздуха
Поради своята устойчивост с времето се увеличава зоната на натрупване на замърсяване на въздуха, което затруднява хоризонталното диспергиране (разпръскване). Увеличената зона, на височина на която може да бъде, всъщност функционира като „преграда“ или „таван“, така че слоевете над слоя на увеличената зона са на значително метереологично ниво. Поради този факт температурната инверсия има голямо значение по отношение на замърсяването на въздуха.